# ガルフ・ライブストック1
ガルフ・ライブストック1 (Gulf Livestock 1) は、パナマ船籍の家畜運搬船。
2020年（令和2年）9月2日午前1時45分頃、日本の奄美大島西方185km沖で沈没した。乗員1名が死亡、40名が行方不明となり、積荷の牛5867頭が全頭死亡した。生存者は2名。

## 船歴
この船はベルリンのHegemann Roland造船所でコンテナ船「Maersk Waterford」として建造された。2002年4月4日起工、9月20日進水で、12月9日に船主に引き渡された。2006年に「Dana Hollandia」、2012年に「Cetus J」と改名され、2015年に家畜運搬船へと改装されて「Rahmeh」と改名。2019年に「ガルフ・ライブストック1」となった。
総トン数は11,947トンで、長さは133.6メートル (438 ft)、幅は19.4メートル (64 ft)、機関はディーゼル機関1基で速力は18ノット (33 km/h)であった

## 沈没

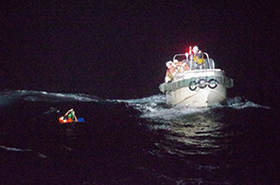
漂流する乗員を救助する海上保安庁の救助艇

アラブ首長国連邦に拠点を置くGulf Navigation Holding所有であった「ガルフ・ライブストック1」は乗員43名（フィリピン人39名、ニュージーランド人2名、オーストラリア人2名）と、牛5867頭を載せて2020年8月14日にニュージーランドのネーピアを出港し、9月11日に中国の唐山に到着予定だった。

9月2日午前1時45分頃（日本時間）、「ガルフ・ライブストック1」は日本の奄美大島西方の東シナ海で遭難信号を発したが、台風9号（メイサーク）による荒天の中でエンジン1機が止まり、波を受けて転覆し沈没した。

遭難信号を受け海上保安庁と海上自衛隊が航空機や巡視船を出動させ捜索を行った。同日午後6時40分頃には海上自衛隊のP3C哨戒機が、救命胴衣を装着した1人が漂流しているのを確認し、同日中に海上保安庁によって救助された。
4日午後には、沿岸からの「オレンジ色の物体が浮かんでいる」という118番通報により発見された救命ボートから1名が救助された。救助された乗員は高波で船から投げ出され、運搬していた積み荷の牛にしがみついた後に約3分後に近くに流れてきた救命ボートに乗り移り、救助を待っていた。
救助されたフィリピン人乗員の2名は、奄美市内の病院で治療を受け宿泊施設で療養。同年9月19日に帰国した。

## 影響
事故を受け、本船の出航国であるニュージーランドの第一次産業省は、家畜輸送船の乗員と家畜の安全を確保するための見直しに着手した。
見直しの結果、2023年から生体家畜の輸出が全面的に禁止となった。